# Peter Houtman

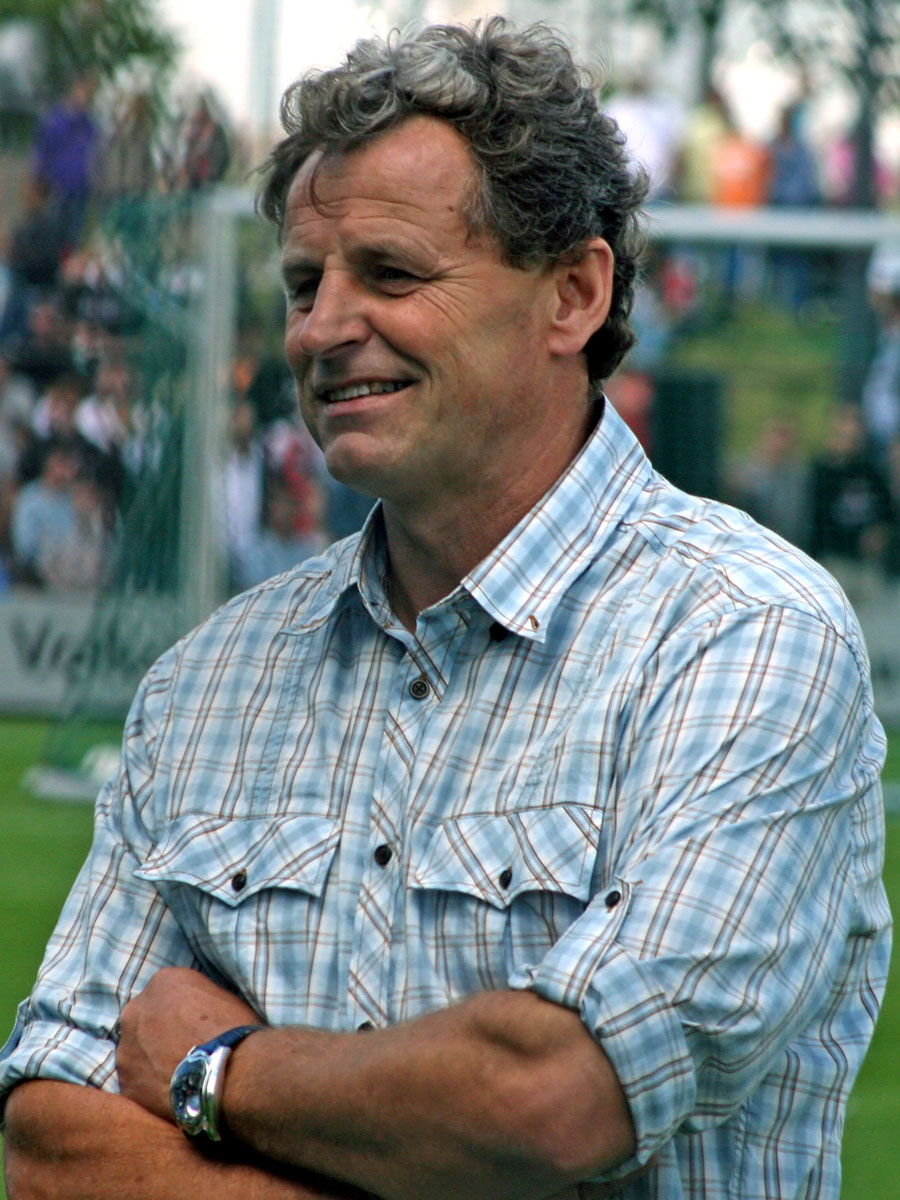
Peter Houtman

Peter Houtman (* 4. června 1957 Rotterdam, Nizozemsko) je bývalý nizozemský fotbalista, který hrával na pozici útočníka.

## Klubová kariéra
V Nizozemsku hrál za dva kluby Feyenoord Rotterdam, Sparta Rotterdam, Excelsior Rotterdam, FC Groningen, ADO Den Haag. Působil i v Belgii v Club Brugge KV a v Portugalsku ve Sportingu Lisabon.
V sezóně 1982/83 se stal v dresu Feyenoordu nejlepším střelcem Eredivisie s 30 vstřelenými brankami. V ročníku 1983/84 rozhodl jediným gólem finále nizozemského fotbalového poháru na stadionu De Kuip proti Fortuně Sittard, Feyenoord zvítězil 1:0. V sezóně 1986/87 byl v dresu Groningenu s pěti vstřelenými góly mezi čtveřicí nejlepších střelců Poháru UEFA (společně s ním ještě Brazilec Paulinho Cascavel, Fin Jari Rantanen a krajan Wim Kieft).

## Reprezentační kariéra
V letech 1983–1985 nastupoval za nizozemskou fotbalovou reprezentaci. Celkem odehrál v nizozemské reprezentaci 8 zápasů a vstřelil v nich 7 branek.